# 梅屋潔
梅屋 潔（うめや きよし、1969年1月30日 - ）は、日本の文化人類学者。専門は、アフリカや日本の民俗宗教。神戸大学大学院教授。

## 人物・経歴
静岡県出身。静岡聖光学院中学校・高等学校を経て、1993年慶應義塾大学文学部人間関係学科卒業。1995年慶應義塾大学大学院社会学研究科修士課程修了、同年一橋大学大学院社会学研究科博士後期課程人間行動研究専攻入学、1996年日本学術振興会特別研究員、1999年マケレレ大学社会科学部客員研究員、ウガンダ国基礎的社会調査研究所研究フェロー及び国際協力事業団専門家、2002年一橋大学大学院社会学研究科単位取得退学。2015年一橋大学博士（社会学）。一橋大学大学院での指導教員は浜本満。長島信弘がプロジェクト・リーダーを務めるJICAの「貧困撲滅戦略」に関するプロジェクトで、日本側上級研究員。
2002年から日本学術振興会特別研究員、2005年から東北学院大学教養学部助教授、2009年から神戸大学大学院国際文化学研究科准教授。2016年から同大学院教授。2019年からケープタウン大学人文学部客員教授。2023年から日本学術会議連携会員。

## 著書
- 『福音を説くウィッチ―ウガンダ・パドラにおける「災因論」の民族誌』風響社（2018/2）
- The Gospel Sounds Like the Witch's Spell: Dealing With Misfortune Among the Jopadhola of Eastern Uganda. Bamenda: Langaa RPCIG (2022/1)

## 共編著
- 『民俗宗教第5集　シャーマニズムの世界』（木曜会責任編集、櫻井徳太郎監修）東京堂出版 (1995/5)
- 『講座日本の民俗学2　身体と心性の民俗』（赤田光男・香月洋一郎・小松和彦・野本寛一・福田アジオ編）雄山閣 (1998/1)
- 『民俗宗教の地平』（宮家準編）春秋社 (1999/3)
- 『憑依と呪いのエスノグラフィー』（浦野茂・中西裕二と共著）岩田書院 (2001/10)
- 『エスノグラフィー・ガイドブック―現代世界を複眼でみる』（松田素二・川田牧人編）嵯峨野書院 (2002/1)
- 『文化人類学のレッスン―フィールドからの出発』（奥野克巳・花渕馨也編著）学陽書房 (2005/4)
- 『人＝間の人類学―内的な関心の発展と誤読』（中野麻衣子・深田淳太郎編著）はる書房 (2010/3)
- 『文化人類学のレッスン―フィールドからの出発［増補版］』（奥野克巳・花渕馨也編著）学陽書房 (2011/1)
- 『ウガンダを知るための５3章』（白石壮一郎・吉田昌夫編著）明石書店 (2012/1)
- 『震災学』創刊号（『震災学』編集委員会編）東北学院大学、荒蝦夷 (2012/7)
- 『無形文化が被災するということ―東日本大震災と宮城県沿岸部地域社会の民俗誌』（高倉浩樹・滝澤克彦編）新泉社 (2014/1)
- 『フィールドに入る（FENICS百万人のフィールドワーカーシリーズ、第1巻）』（椎野若菜・白石壮一郎編）古今書院 (2014/6)
- 『森羅万象のささやき―民俗宗教研究の諸相』（鈴木正崇編）風響社 (2015/3)
- 『新版　文化人類学のレッスン―フィールドからの出発』（梅屋潔・シンジルト編著）学陽書房 (2017/2)
- 『呪者の肖像』（川田牧人・白川千尋・関一敏編）臨川書店（2019/2）
- Citizenship in Motion: South African and Japanese Scholars in Conversation. (Itsuhuhiro Hazama, Kiyoshi Umeya and Francis B. Nyamnjoh (eds.)) Bamenda: Langaa RPCIG (2019/4)